# José Fernández Álvarez
José Fernández Álvarez (Gijón, Asturias, 1 de agosto de 1937 - Gijón, 27 de febrero de 2022) fue un empresario español. Fue el 32.º presidente del Real Sporting de Gijón y el mayor accionista de la sociedad anónima deportiva a través de Por el Futuro y Estabilidad del Club, S.L., sociedad limitada que controlaba accionarialmente y que poseía un 40,88 % de los títulos del Sporting, y a nivel particular, con un 30,65 % más.

## Biografía
Nacido en Gijón, hijo de José Fernández Fernández, dueño de una imprenta en el barrio de La Calzada, fue futbolista del Deportivo Cerillero, Vitoria y del equipo juvenil del Sporting, en el que coincidió con Manuel Vega-Arango. Posteriormente fue secretario y delegado del Club Calzada.
En febrero de 2000 vendió sus acciones de Ferpi Transportes Y Obras, S.A. a Victorino Alonso.
Su hijo, Javier Fernández Rodríguez, sería presidente del Real Sporting de Gijón hasta junio de 2022.

### Accionista del Sporting
Accedió al accionariado del Sporting cuando la normativa española obligó a los clubes a convertirse en sociedades anónimas deportivas. En ese momento, la ley exigía acumular cierto capital, para lo que la Asociación de Promotores y Constructores de Edificios Urbanos (ASPROCON), a la que pertenecía la empresa de Fernández (Ferpi Transportes Y Obras, S.A.), suscribió un paquete de acciones. En total, en esta primera compra José desembolsó el equivalente aproximado a 70 900 euros. Por su parte, el ayuntamiento había comprado por valor de 276 500 euros, mientras que cerca de 3 millones de euros fueron aportados por los diversos aficionados del club.
En 1994 se produce una nueva ampliación de capital. El ayuntamiento de Gijón, cuya alcaldía ocupaba Vicente Álvarez Areces, le vendió a Fernández 3 436 acciones, la mayor parte de las pertenecientes al consistorio municipal. Esto le supuso a Fernández el desembolso de otros 240 000 euros.
En 1999 constituyó la sociedad Por el Futuro y Estabilidad del Club, S.L. junto con José María González de Caldas, expresidente del Sevilla Fútbol Club, a través de la cual fue adquiriendo paquetes accionariales minoritarios.
Posteriormente el club entró en proceso concursal y las deudas que el club había contraído con José Fernández fueron permutadas por acciones. Con esto, Fernández se hizo, junto con González de Caldas (cuyas acciones de facto no le daban poder alguno), con el 73 % de las acciones del club, convirtiéndose en el máximo accionista.